# Buzen (Fukuoka)
Pour les articles homonymes, voir Buzen.
Buzen (豊前市, Buzen-shi) est une ville située dans la préfecture de Fukuoka, sur l'île de Kyūshū, au Japon.

## Géographie

### Situation
Buzen est située dans l'est de la préfecture de Fukuoka.

### Municipalités limitrophes
| Chikujō | mer intérieure de Seto | Yoshitomi |
| Chikujō | Buzen                  | Kōge      |
| Chikujō | Nakatsu                | Kōge      |

### Démographie
En juillet 2020, la population de Buzen s'élevait à 25 084 habitants, répartis sur une superficie de 111,10 km2.

### Hydrographie
Buzen est bordée par la mer intérieure de Seto au nord.

## Histoire
Buzen a acquis le statut de ville en 1955.

## Transports
Buzen est desservie par la ligne principale Nippō de la JR Kyushu. La gare d'Unoshima est la principale gare de la ville.
La ville possède un port.

## Culture
Le musée Kubote situé à Buzen et inauguré en 1974 rassemble près de 5 000 objets en rapport avec les pratiques shugendō du mont Kubote (求菩提山) ainsi que du kagura de Buzen.

## Personnalités liées à la municipalité
- Inoue Tetsujirō (1856-1944), philosophe ;
- Ryōichi Yazu (1878-1908), inventeur ;
- Denjirō Ōkōchi (1898-1962), acteur ;
- Shigeno Kibe (1903-1980), aviatrice.